# Nayat Sari

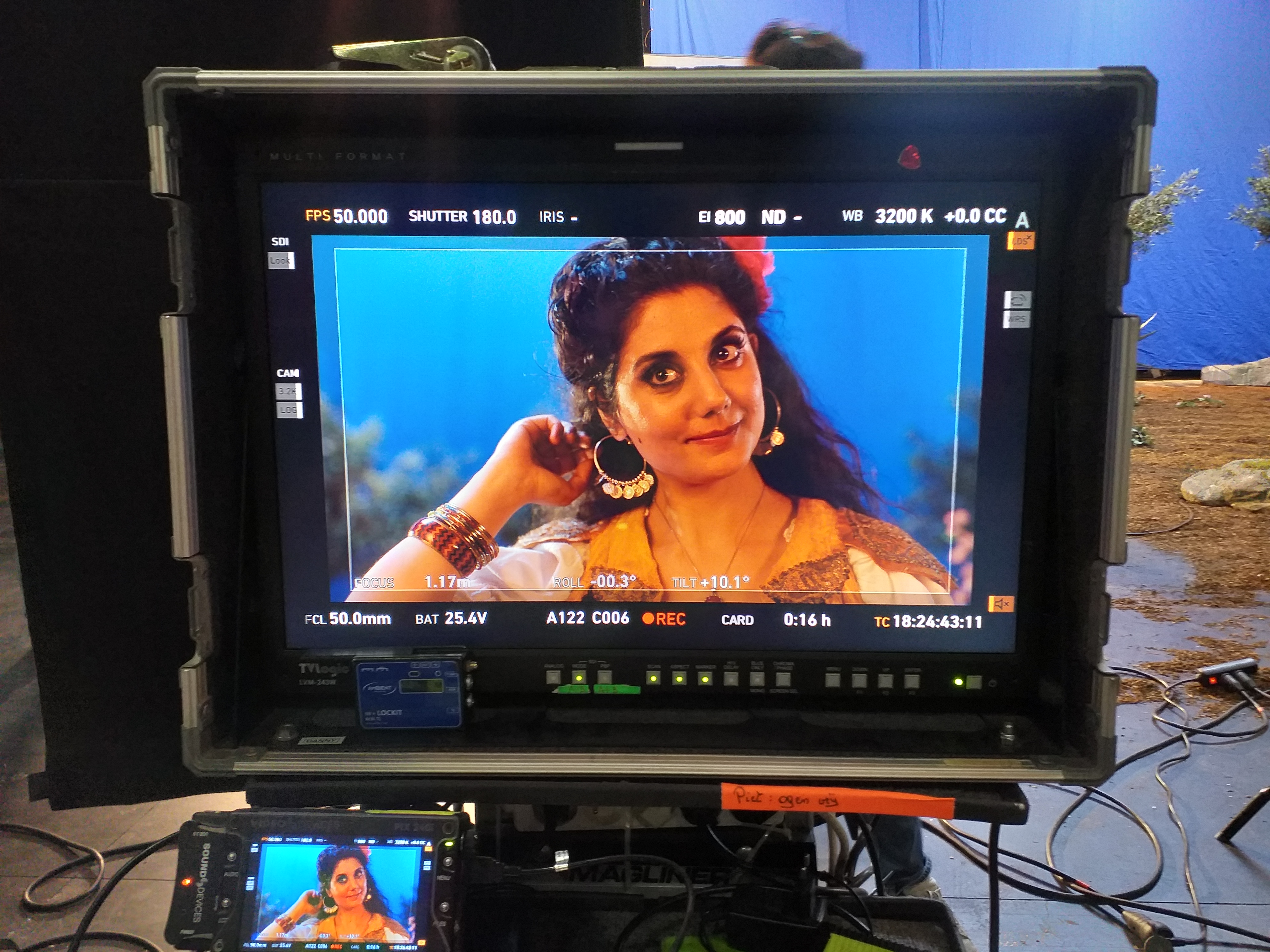
Nayat Sari als Zarzuela in Dag Sinterklaas

Nayat Sari (Istanboel, 10 mei 1990) is een Belgische actrice en zangeres van Armeense origine. Ze is voornamelijk actief in het theater en in televisieseries.

## Biografie
Nayat Sari is geboren en opgegroeid in Istanbul binnen een familie die zowel muzikaal als kunstzinnig is. Sinds 2001 leeft ze in België. Ze heeft het middelbaar afgerond op de Sint-Lukas Kunsthumaniora Brussel waar ze Vrije Beeldende Kunst studeerde. Na het behalen van haar diploma volgde ze musicalopleiding aan het Koninklijk Conservatorium Brussel, waar ze les kreeg van o.a.Jessie De Caluwe, Anne Mie Gils, Lulu Aertgeerts, Leah Thys, Luk De Koninck en Ronnie Commissaris. Ze studeerde af in 2013. Haar eerste rol volgde net na haar afstuderen in Ketnet-serie GoGoGo! als basketbalster Noor. In 2017 speelde ze Hülya in VTM-serie Amigo's en in 2019 vertolkte ze Zarzuela in Dag Sinterklaas. Momenteel speelt ze Jenny in de nieuwste telenovelle van VTM, Milo.
Elk theaterseizoen is ze ook actief bezig verschillende theaterstukken in Fakkeltheater te Antwerpen. In de zomer van 2019 speelde ze in de zomerkomedie 't Strand van Sint-Anneke, geschreven en geregisseerd door Jeroen Maes met o.a. Janine Bischops, Myriam Bronzwaar, Peter Van de Velde, Luc Caals en Henny Seroeyen. Met haar glansrol als het meisje in Once De Musical, verdiende ze met haar theatergezelschap De Speling het Landjuweel prijs in 2023. 
Naast acteren leent ze haar stem ook aan de animatie- en live action films. Ze is de Vlaamse stem van Tijgerlelie in de nieuwe live action film van Disney, Peter Pan & Wendy (2023).
Na het hervatten van haar hogere studies in het Koninklijke Conservatorium Brussel behaalde ze in 2023 samen met haar medestudenten als eerste in België haar Master in Musical.
Sinds 2015 is ze actief als leerkracht in het Vlaamse onderwijs en geeft ze les aan verschillende academies en humaniora in kunstvakken zoals Muzikale Opvoeding, Artistieke Vorming, Kunstbeschouwing, Kunst & Cultuur en Woordatelier.

## Televisie
- Milo (2024-heden) - Jenny
- Undercover (2021-2022) - Hayat
- Dag Sinterklaas (2019) - Zarzuela
- Amigo's (2017) - Hülya
- Gogogo! (2013-2016)  - Noor

## Stemmenwerk
- It Serves You Right To Suffer (2024) - Verteller
- Beautiful Men (2023) - Verteller
- The Girls of Olympus (2023) - Amber
- Paw Patrol: De Machtige Film (2023) - Carmen
- Peter Pan & Wendy - Tijgerlelie (2023)
- The Athena - Issie (2022)
- Paw Patrol De Film (2021) - Carmen

## Theater en Musicals
- Ridder Muis: Het feest van Koning (2025) - Ridder Muis
- Man van La Mancha (2025) - Aldonza/ Dulcinea
- Tailleur Pour Dames (2024) - Yvonne Moulineaux
- First Date De Musical (2023) - Casey
- Once De Musical (2022-2023) - Het Meisje
- 't Strand van Sint-Anneke (2019) - Esra
- Mixed Kebab De Musical (2019) - Canan
- Madagascar De Musical (2018) - Gloria
- Stepping Out De Musical (2018) - Rose
- My Fair Lady (2017) - Ensemble
- Sisters of Swing (2016-2018) - Laverne Andrews
- Rent De Musical (2015) - Ensemble
- Shout! The Mod Musical (2014-2016) - Green
- A Class Act (2013) - Felicia
- Midzomernachtsdromen (2013) - Elfenkoningin Sylf
- City of Angels (2012) - April/ Mallory
- Spring Awakening (2012) - Ilse
- A Little Night Music (2012) - Ann Egerman
- Company (2011) - Jenny
- Het Huis van Bernarda Alba (2011) - Martirio
- Daar bij die Molen (2011) - Ensemble